# Clasmatocolea
Clasmatocolea là một chi rêu trong họ Geocalycaceae.